# Pavonia brevibracteolata
Pavonia brevibracteolata är en malvaväxtart som beskrevs av Lucien Leon Hauman. Pavonia brevibracteolata ingår i släktet påfågelsmalvor, och familjen malvaväxter. Inga underarter finns listade i Catalogue of Life.